# أمارلس ملتبس
أمارلس ملتبس (الاسم العلمي:Amaryllis ambigua) هو نوع نباتي يتبع جنس الأمارلس من فصيلة النرجسية.